# Apocatastasi

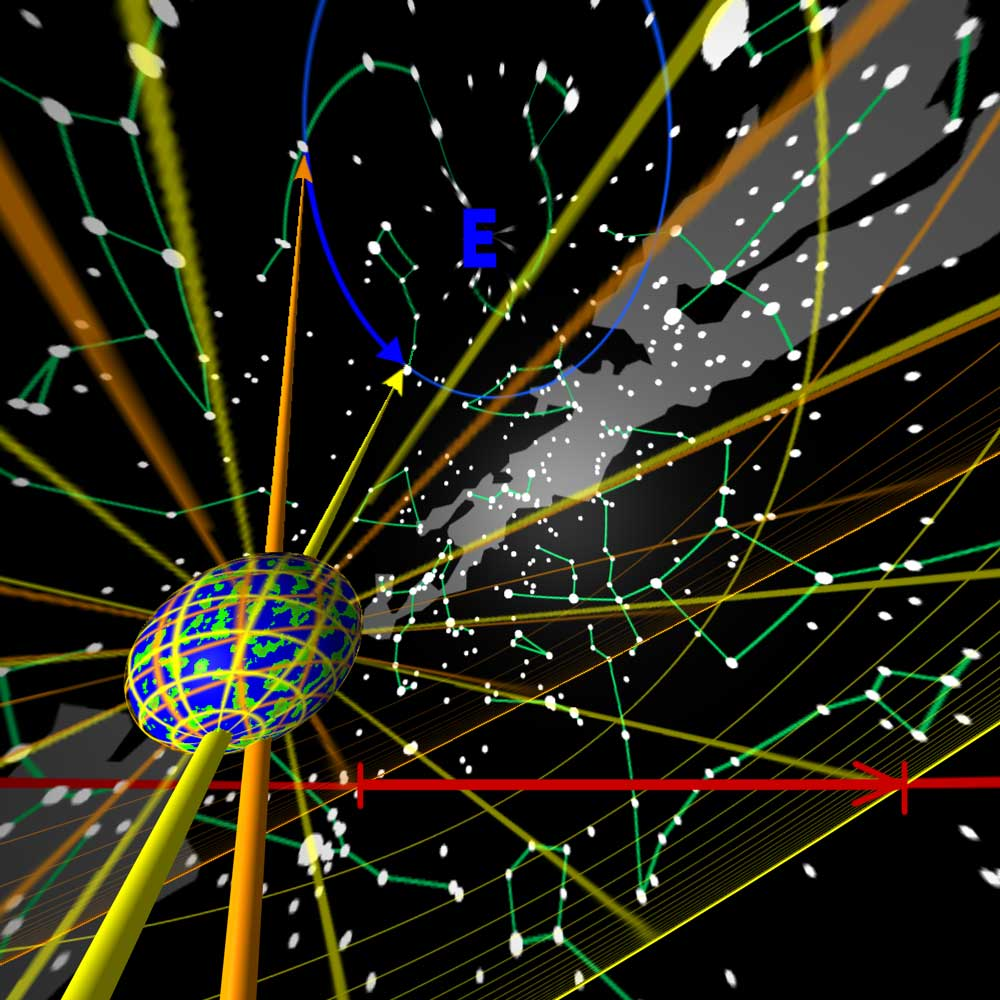
Precessione terrestre degli equinozi (vista dalla prospettiva della volta celeste) con la quale l'asse terrestre compie un giro completo conosciuto come anno platonico (della durata di oltre 25 mila anni), fino a tornare alla visuale cosmica originaria.

Apocatastasi (in greco antico: ἀποκατάστασις?, apokatástasis) è un termine dai molteplici significati a seconda degli ambiti (principalmente religiosi e filosofici) in cui è usato. Letteralmente significa «ritorno allo stato originario», «reintegrazione» (anche in senso salvifico).

## Filosofia

Rotazione della volta celeste vista dalla Terra.

Nello stoicismo, che trae l'ipotesi dalla fisica di Eraclito, l'apocatastasi indica il "ristabilimento" dell'universo nel suo stato originario, e si collega alla dottrina dell'eterno ritorno propria del tempo ciclico: quando gli astri assumeranno la stessa posizione che avevano all'inizio dell'universo, avverrà una grande conflagrazione o ecpirosi (ἐκπύρωσις, e il tempo e il mondo ricominceranno un nuovo ciclo, cioè una palingenesi (πάλινγένεσις,  ovvero "che nasce di nuovo"). Secondo alcuni stoici tale ciclo sarà identico al precedente, secondo altri non necessariamente uguale.
Già Platone, del resto, nel suo dialogo Timeo, aveva definito «anno Perfetto» quello dopo il quale tutta la volta celeste torna uguale: tornano nella loro posizione originaria il giorno e la notte, gli anni solari e lunari e il movimento dei pianeti.
Nel neoplatonismo con apocatastasi si indica, per estensione, anche il ritorno dei singoli individui all'unità originaria, all'Uno indifferenziato da cui l'intera realtà proviene, un ritorno reso possibile tramite l'ascesi filosofica, con cui si ripercorre all'inverso la processione che ha generato il molteplice.

## Cristianesimo
Nel Cristianesimo, il concetto di apocatastasi è presente in un unico versetto del Nuovo Testamento, Atti degli Apostoli 3, 21:
Anche se permangono alcune incertezze, nel cristianesimo dei primi secoli il principale sostenitore dell'apocatastasi è considerato Origene di Alessandria. Secondo Origene, alla fine dei tempi avverrà la redenzione universale e tutte le creature saranno reintegrate nella pienezza del divino, compresi Satana e la morte: in tal senso, dunque, le pene infernali, per quanto lunghe, avrebbero un carattere non definitivo ma purificatorio. I dannati esistono, ma non per sempre, poiché il disegno salvifico non si può compiere se manca una sola creatura: «Riteniamo comunque che la bontà di Dio per opera di Cristo richiamerà tutte le creature ad unica fine, dopo aver vinto e sottomesso anche gli avversari» (De principiis, I, VI, 1).

Base scritturale è il seguente passaggio: 
La dottrina dell'apocatastasi venne accolta da altri padri orientali fra cui Gregorio di Nissa, che la intese soltanto come resurrezione universale.
 

La sua affermazione come "dottrina certa" fu condannata come eresia nel Sinodo di Costantinopoli del 543:
In seguito si ritrova comunque, in varie forme, in diversi teologi e pensatori anche cattolici (senza che nessuno di essi fosse dichiarato eretico o scomunicato), tra cui Giovanni Scoto Eriugena o, in tempi più recenti, Friedrich Schleiermacher, Karl Barth, Hans Urs von Balthasar, Adrienne von Speyr, Giovanni Papini, Léon Bloy, Adriana Zarri, Paolo De Benedetti, Luigi Lombardi Vallauri, Vito Mancuso. Tra le correnti religiose, l'apocatastasi è vicina alle idee dell'Anabattismo e dell'Universalismo.
Lo scrittore ortodosso Fëdor Dostoevskij adombra questa ipotesi nei capitoli La rivolta e Il grande inquisitore ne I fratelli Karamazov.
(Alëša a Ivàn in Fëdor Dostoevskij, I fratelli Karamazov)
 Secondo il critico Christopher Garbowski, un'eco della teoria si trova anche nel legendarium dell'autore fantasy di fede cattolica J.R.R. Tolkien.

### Protestanti e cattolici
Secondo Amilcare Giudici, per la teologia protestante del XX secolo «l'apocatastasi è la conclusione più logica [...circa la] meditazione sulla grazia.»
Dal canto loro alcuni cattolici hanno provato ad aggirare la condanna costantinopolitana del 553 facendo leva su una contrapposizione interna alle tre virtù teologaliː ciò che per fides (teologia dogmatica) dev'essere rifiutato e gettato via dalla porta, per spes (teologia della speranza) dev'essere accolto e fatto rientrare dalla finestra, poiché «[L'amore...] tutto crede, [ma pure] tutto spera» (1Corinzi 13, 7). In Sperare per tutti il teologo cattolico von Balthasar sostiene tale tesi e cita la lista di altri teologi che considera vicini al suo pensiero: Erich Przywara, Henri de Lubac, Gabriel Marcel, Walter Kasper, Gisbert Greshake, Romano Guardini, Karl Rahner. «In breve: una compagnia, in cui mi sento benissimo».
Anche Vito Mancuso riscontra la vicinanza di alcuni autori cattolici a questa prospettiva:
(Gerald O'Collins e Mario Farrugia)
Secondo Ernst Bloch, questo celebre passo paolino sembra alludere a qualcosa che trascende e oltrepassa ogni forma nota di teismo, per rilanciare la speranza fino a una pan-teosi utopicamente inedita.